# Солдатське (Острогозький район)
Солдатське (рос. Солдатское) — село у Острогозькому районі Воронезької області Російської Федерації.
Населення становить 989  осіб. Входить до складу муніципального утворення Солдатське сільське поселення.

## Історія
Населений пункт розташований у межах суцільної української етнічної території, частини Східної Слобожанщини. До Перших визвольних змагань належав до Воронезької губернії. У 1918 році село було прикордонним пунктом української держави. 
Згідно із законом від 15 жовтня 2004 року входить до складу муніципального утворення Солдатське сільське поселення.

## Населення
| 2000 | 2005  | 2008 | 2010 |
| ---- | ----- | ---- | ---- |
| 1173 | ↘1080 | ↘992 | ↘989 |